# Kostel svatého Vavřince (Pištín)
Římskokatolický kostel svatého Vavřince je dominantou obce Pištín na Českobudějovicku. Jedná se o jednolodní stavbu, která byla postavena v pozdně románském slohu a v první polovině 14. století byla goticky přestavěna. Roku 1752 byl kostel poškozen požárem. Při barokní obnově byly zachovány zbytky románského zdiva a části gotických kleneb. Kostel je obklopen hřbitovem. Od roku 1958 je chráněn jako kulturní památka České republiky.
Na 36 metrů vysoké kostelní věži jsou umístěny hodiny, které se musejí denně ručně natahovat. Čas ukazují dodnes, ač je kostel získal darem od schwarzenberského revírníka Vojtěcha Makovičky již roku 1846.

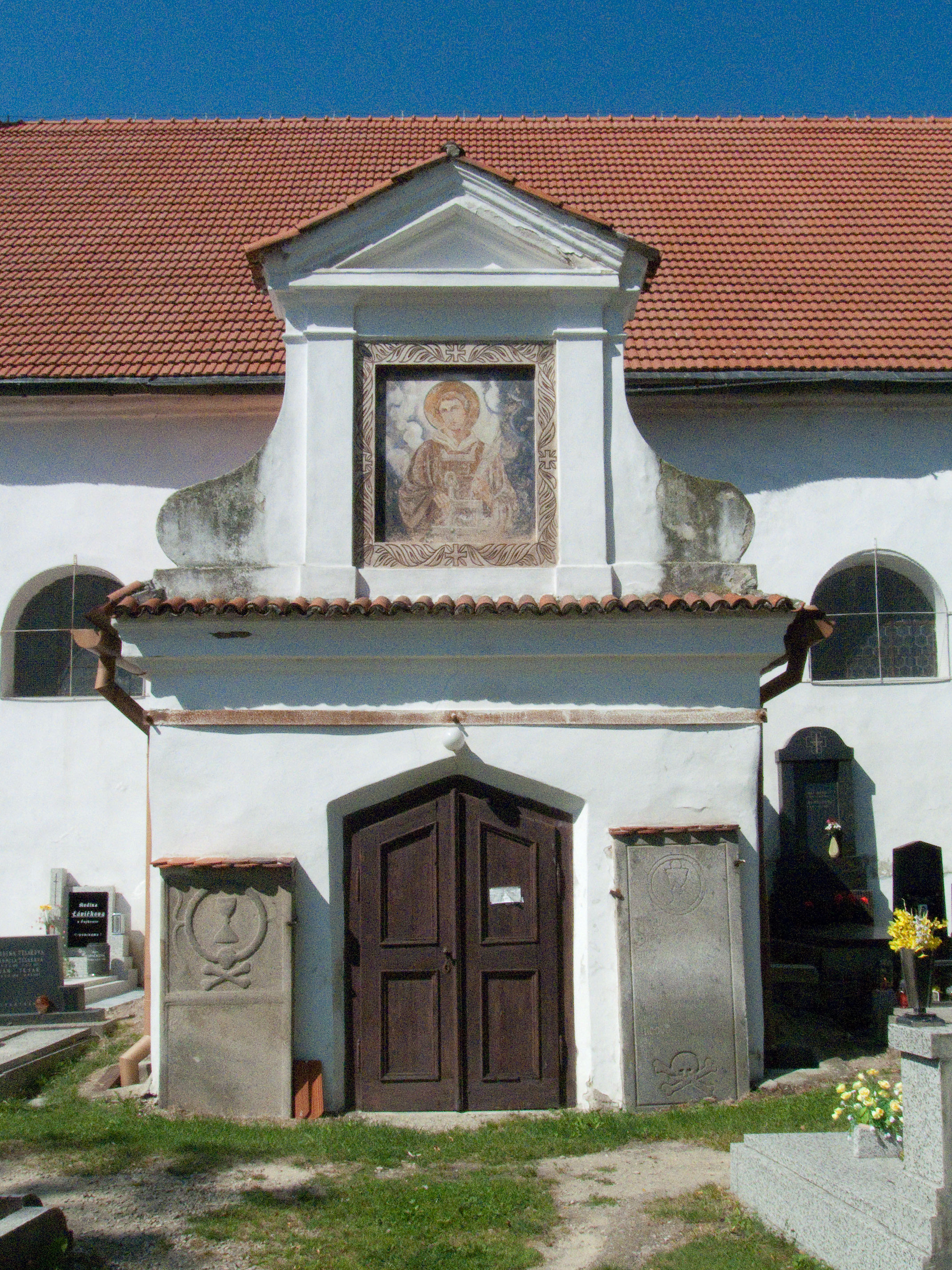
Vchod do kostela

Věž je osazena dvěma zvony. Původně byly čtyři, za první světové války byly ale dva zrekvírovány. Pět let po válce byly vysvěceny nové dva zvony. Za druhé světové války kostel ale opět o dva zvony přišel a nahrazeny novými již nebyly.

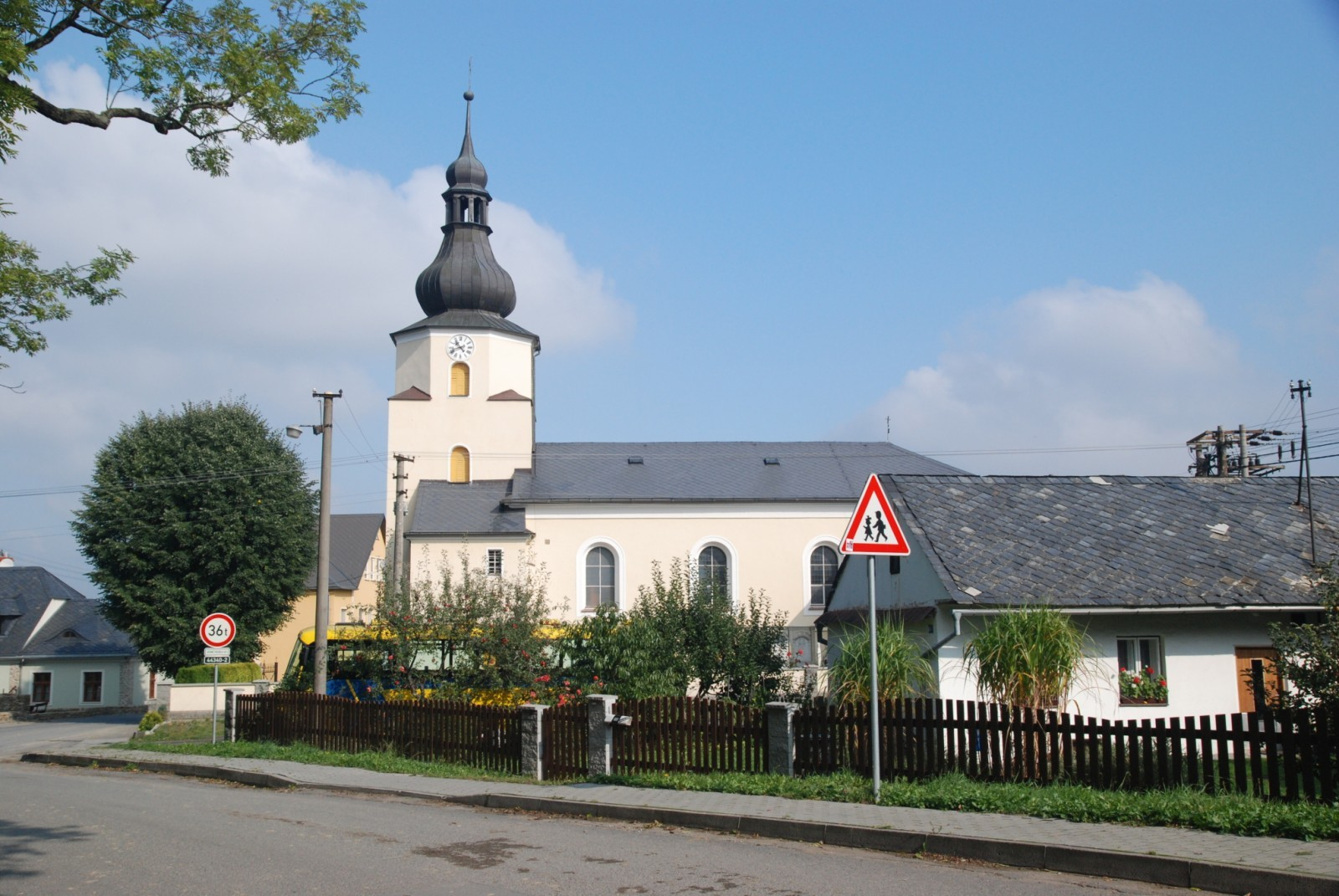
Pohled z boku na farní kostel sv. Vavřince v Pištíně

K farnosti v historii patřilo asi dvanáct okolních obcí, včetně blízké Zlivi.